# フォート・ユースティス
フォート・ユースティス（英語: Fort Eustis）は、バージニア州ニューポート・ニューズ近郊に所在するアメリカ陸軍の施設である。2010年に近隣のラングレー空軍基地と編合され、ラングレー・ユースティス統合基地の一部となった。
陸軍訓練教義コマンド（Army Training and Doctrine Command, TRADOC）、陸軍航空兵站学校（Army Aviation Logistics School）および第7輸送旅団の本拠地であり、陸軍訓練支援センター（Army Training Support Center, ATSC）、陸軍航空応用技術管理部（Army Aviation Applied Technology Directorate, AATD）などが所在している。附属する施設としてフォート・ストーリーがあり、あらゆる種類の将校および下士官兵に対する輸送、航空整備、兵站および派遣教義・研究に関する教育および実技訓練が実施されている。
2010年まで所在していた陸軍輸送科本部（The headquarters of Army Transportation Corps）は、バージニア州のフォート・リーに移設されている。
2005年のBRAC（Base Realignment And Closure, 基地再配置および閉鎖）により、フォート・ユースティスの管理は、第633航空基地団（アメリカ空軍）に移管された。現在の管理業務は、第733任務支援群が担当している。

## 歴史

### マルベリー島
現在、フォート・ユースティスが所在しているジェームズ川に沿った低地は、植民地時代にはマルベリー島と呼ばれ、1607年にバージニア州ジェームズタウンが創設された直後からイギリス人入植者が定住していた。1610年の夏、マルベリー島付近を流れるジェームズ川で、バージニア州の歴史上、重大な出来事があった。その時、不運に見舞われたイギリスからの第3次支援団および「飢えの時」を乗り越えたジェームズタウン植民地の生存者たちは、危機的状況にある植民地を放棄し、イギリスに向かうため船に乗り込んでいた。そこに、イギリスから補給物資を運んできた第4時支援団を指揮するデラウエア卿が到着したのである。デラウエア卿は、ジェームズタウンを放棄したばかりの入植者たちを説得して、その船をイギリスではなく植民地へと帰還させ、植民地の将来を一変させた。
植民地を離脱しようとしていた入植者の中の一人であったジョン・ロルフは、1609年に第3次支援団の一員として、妻や子供と一緒にイギリスから入植する際、輸出に適した作物になると考えられた、従来とは異なる種類のタバコの種子を持ち込んでいた。第3次支援団がバミューダで難破した際にロルフの妻子は亡くなってしまったが、タバコの種子は残っていた。
1612年までに、デルウェア卿は、その能力と資産を生かして、ロレフのタバコを新たな商品作物へと育て上げ、植民地に経済的安定をもたらし、その基盤を築き上げた。1614年、タバコ農場の所有権を獲得したロレフは、ポカホンタスと結婚した。その後300年の間、1918年に連邦政府によって買収されるまで、マルベリー島の開発が進むことはなかった。

### 南北戦争（ウォリック・ライン）
マルベリー島のフォート・クラフォードは、1862年、南北戦争の半島方面作戦に際し、バージニア半島を横断してヨーク川の北に位置するヨークタウンまで続く南部連合の防御線であったウォリック・ラインの南端を制する砦として機能した。

### 第1次世界大戦（キャンプ・アブラハム・ユースティス）
1918年3月7日、陸軍は、第1次世界大戦に向けた軍事力増強の一環として、マルベリー島およびその周辺の地域を53万8000ドルで買い上げた。約200人いた住民の多くは、ウォーウィック郡近郊のジェファーソン・パーク地域に移住した。キャンプ・アブラハム・ユースティスが設立され、フォート・モンローのための沿岸砲兵人員補充センター（coast artillery replacement center）および気球観測学校（balloon observation school）が配置された。その名前は、初代フォート・モンロー司令官であり、19世紀の米軍指導者である退役准将アブラハム・ユースティスにちなんだものであった。フォート・モンローは、オールド・ポイント・コンフォートの約15マイル東のハンプトン・ローズの河口に位置する防御要塞であり、現在は、バージニア州ハンプトン市の市街地になっている。

### キャンプ・ウォレス
キャンプ・ウォレスは、1918年、キャンプ・アブラハム・ユースティスからジェームズ川に沿って数マイル上流に砲兵の訓練射場として創設された附属施設である。30の兵舎、6つの倉庫、8つの食堂で構成されたこの施設は、160エーカー (0.6 km2)の地籍を有し、カーターズ・グローブ農場の西隣、ルート60の南、ジェームズ・シティ・カントリー近傍のキングスミル農場の東に位置している。
荒地や川を見下ろす崖も存在し、第2次世界大戦中には、地対空戦闘訓練に使用された。陸軍最初のロープウェイが設置され、その後、そのロープウェイは、予備艦隊に近いフォート・ユースティスに移設されて、引き続き試験が行われた。そのロープウェイは、船から陸、陸から船および陸から陸へ貨物を輸送し、浜または港における輸送を補完し、船舶の航行が困難な卸下地点を活用し、あるいは車両の通行が困難な陸上地域を横断できるようにすることを目的としていた。
1971年、アメリカ陸軍は、アンハイザー・ブッシュ社との土地交換に合意し、 フォート・ユースティスからスキッフイズ川を挟んでちょうど反対側にある広大な区画を手放した。かつてコロニアル・ウィリアムズバーグが所有していた土地と同様に、キャンプ・ウォレスの所在した地域は、目覚ましい発展を遂げた。1975年には、近傍にテーマパークのブッシュ・ガーデン・ウィリアムズバーグが開園し、巨大なビール醸造所およびキングスミル・リゾートも建設された。

### フォート・ユースティスへの昇格
1923年、キャンプ・アブラハム・ユースティスは、フォート・ユースティスに昇格し、恒久的な軍事施設となった。1925年には、施設内にユースティス国有林が設置された。初めは砲兵および歩兵部隊がこの施設を使用していたが、その後は禁酒法時代の酒類密造者のための連邦刑務所として1931年まで使われた。禁酒法の廃止により囚人の数が減少した後は、世界恐慌の際に公共事業促進局によって使用されるなど、さまざまな軍事および非軍事活動に使用された。

### 第2次世界大戦から現代
1940年8月、フォート・ユースティスには、沿岸砲兵人員補充訓練センター（Coast Artillery Replacement Training Center）が設置され、軍事施設としての使用が再開された。1943年には、イギリス陸軍のカリブ海連隊（Caribbean Regiment）がこの施設で創隊された。1946年には、ニュー・オリンズから輸送学校が移設され、ここを本拠地として、フォート・ユースティス軍用鉄道、海兵、水陸両用作戦などの輸送に関する訓練要領を確立した。
2010年、アメリカ議会のBRAC（Base Realignment and Closure, 基地再配置及び閉鎖）指示により、輸送学校は、アメリカ陸軍輸送学校およびセンター（U.S. Army Transportation School and Center）へと改称され、バージニア州のフォート・リーに移設された。フォート・ユースティスは、近傍のラングレー空軍基地と編合されてラングレー・ユースティス統合基地となり、1946年に附属施設となっていたフォート・ストーリーは海軍施設に再編成された。ラングレー・ユースティス統合基地には、フォート・モンローの閉鎖に伴い、アメリカ陸軍訓練教義コマンド（ United States Army Training and Doctrine Command, TRADOC）が移駐してきた。

## 予備船隊

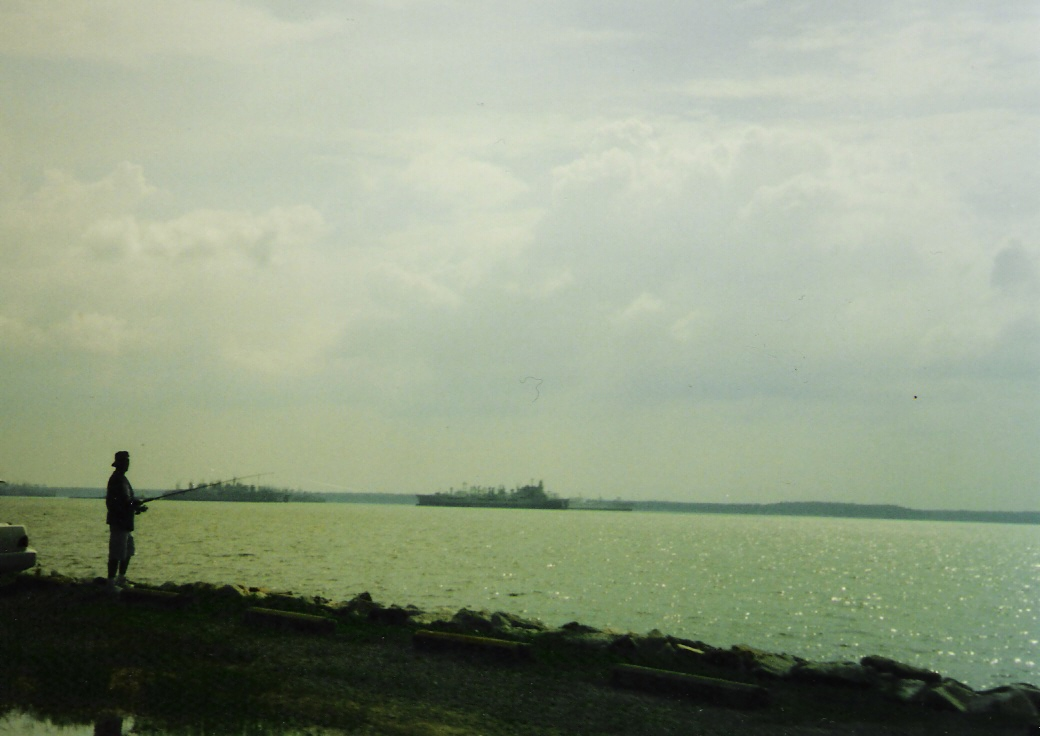
フォート・ユースティス近傍のジェームズ川に停泊する予備船隊

マルベリー島付近のジェームズ川には、連邦海事局の国防予備船隊の一部が停泊している。地元では、幽霊船隊と呼ばれ、その一部は老朽化が激しく、運用への復帰が困難な状態になっており、燃料などの危険物質を搭載したままであることから、環境破壊の恐れも生じている。2000年以降、これらの艦船のうち、第2次世界大戦時代の多くのものについては、解体業者による解体作業が進められている。

## 輸送科連隊

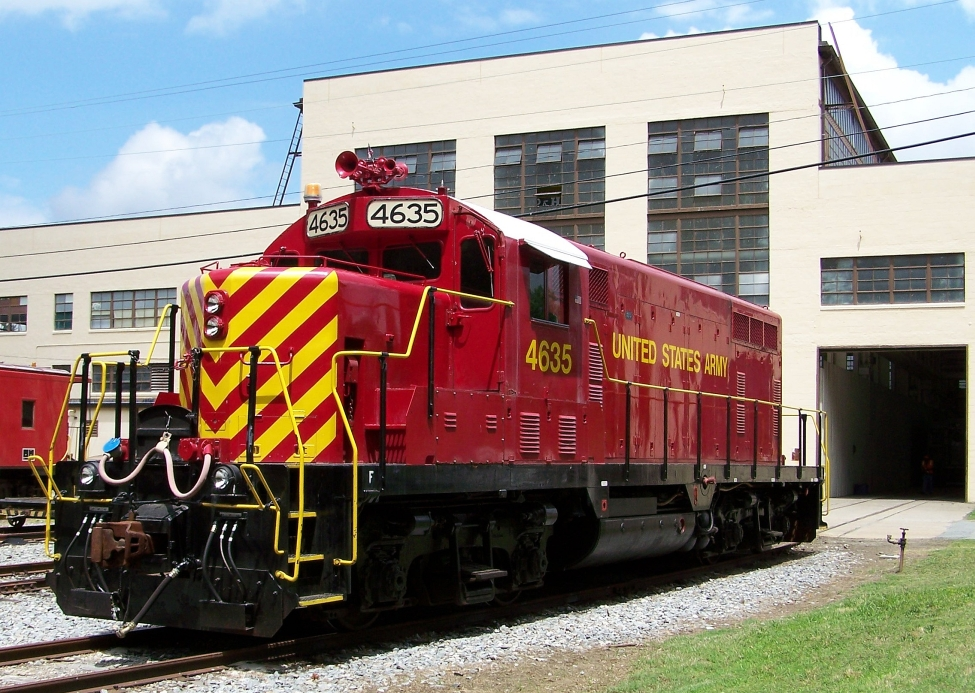
フォート・ユースティスの軍用鉄道

輸送科職種は、1986年7月31日に44周年を迎え、同日、アメリカ陸軍連隊システムに編入された。連隊への改編は、いくつかの輸送科訓練コマンドの再編成をもたらし、従来の郵送科部隊との連携を容易にした。訓練旅団は、ベトナムにおける第8輸送群を記念し、第8輸送旅団へと改編された。第8輸送群は、ベトナムにおいて、ガントラックを使用した戦術支援を数多く実施し、顕著な功績を上げた部隊である。ガントラックには、通常、複数のブローニングM2重機関銃で武装した5トントラックが用いられた。訓練旅団第2大隊は、第71輸送大隊へと改編された。フォート・ディックスの第5訓練旅団第2大隊は、第36輸送大隊へと改編された。フォート・レオナルド・ウッドの第4訓練旅団第5大隊は、第58輸送大隊への改編された。これらの部隊は、この改編により、陸軍連隊システム上、輸送科連隊の隷下部隊となった。
連隊の紋章には、職種のモットーである「Spearhead of Logistics（兵站の穂先）」が刻まれ、輸送職種との緊密な関係を表している。将校は、輸送将校基礎課程を終了すると自動的に輸送科職種に割り当てられる。准尉は准尉候補生課程を修了すると、兵士は上級各個訓練を修了すると、輸送化職種となる。
初代名誉連隊長には、生涯を通じて輸送職種に貢献した大将フランク・S・ベッソン・ジュニアが、初代連隊長の少将フレッド・E・イーラムにより命名された。
フォート・ユースティスに設置されているアメリカ陸軍輸送博物館には、アメリカ陸軍の車両などの輸送関連装備品および関連する記念品が展示されている。

## 写真

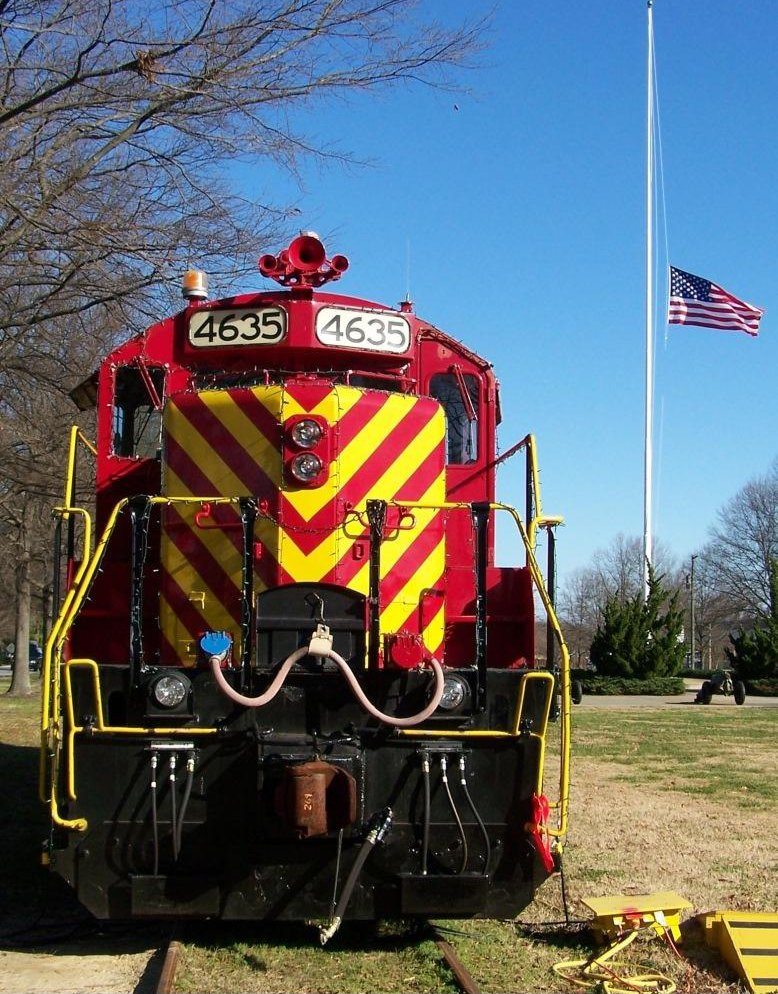
ジェラルド・R・フォード元大統領が亡くなったため、半旗になっている国旗のたもとで停車中のフォート・ユースティスのGP16ディーゼル機関車
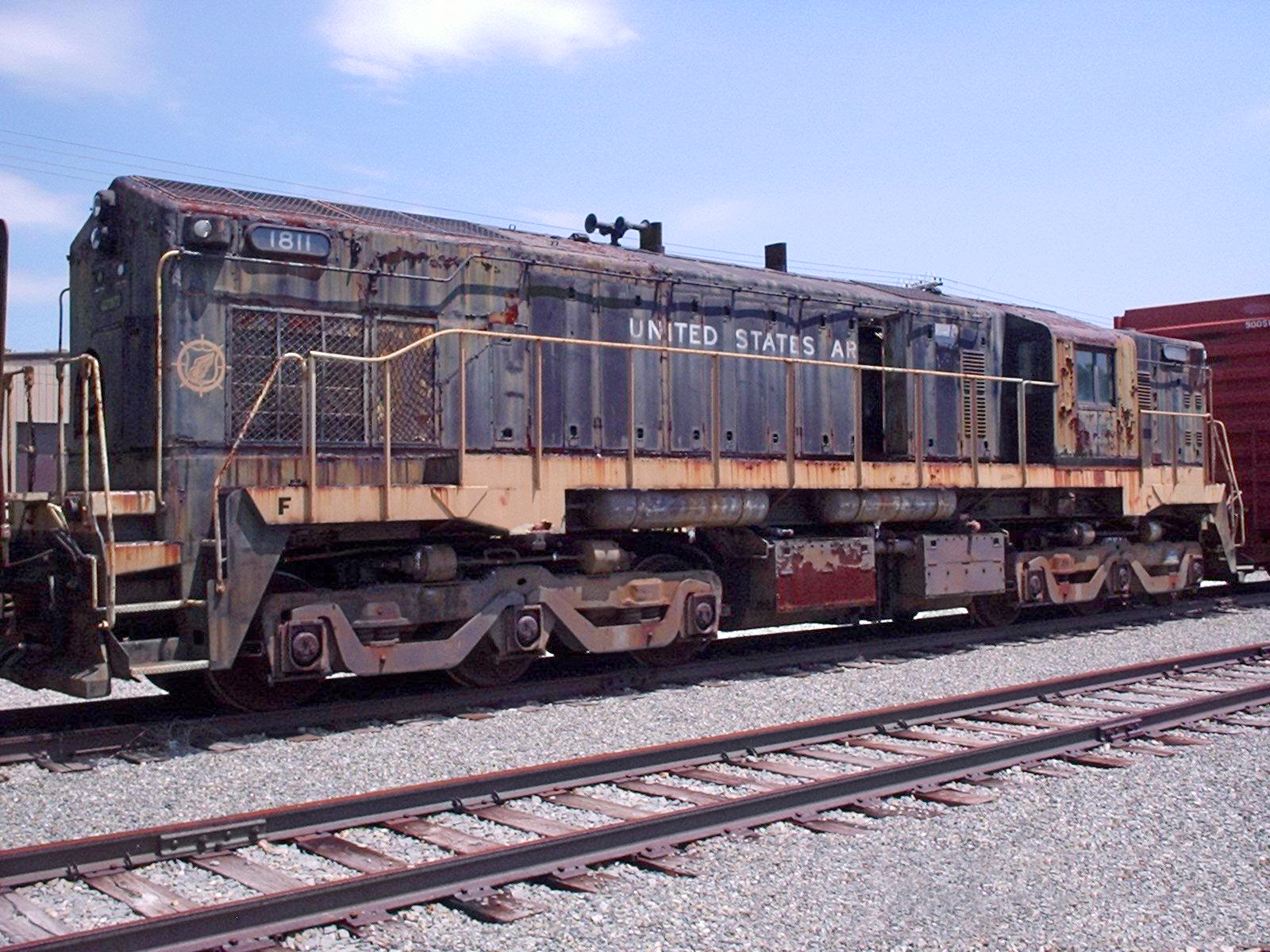
アメリカ陸軍用にエレクトロ・モーティブ・ディーゼル社が製造した1811号車。このMRS-1クラスの機関車は、軌間が調節可能になっており、ヨーロッパやロシアでも運行が可能であった。
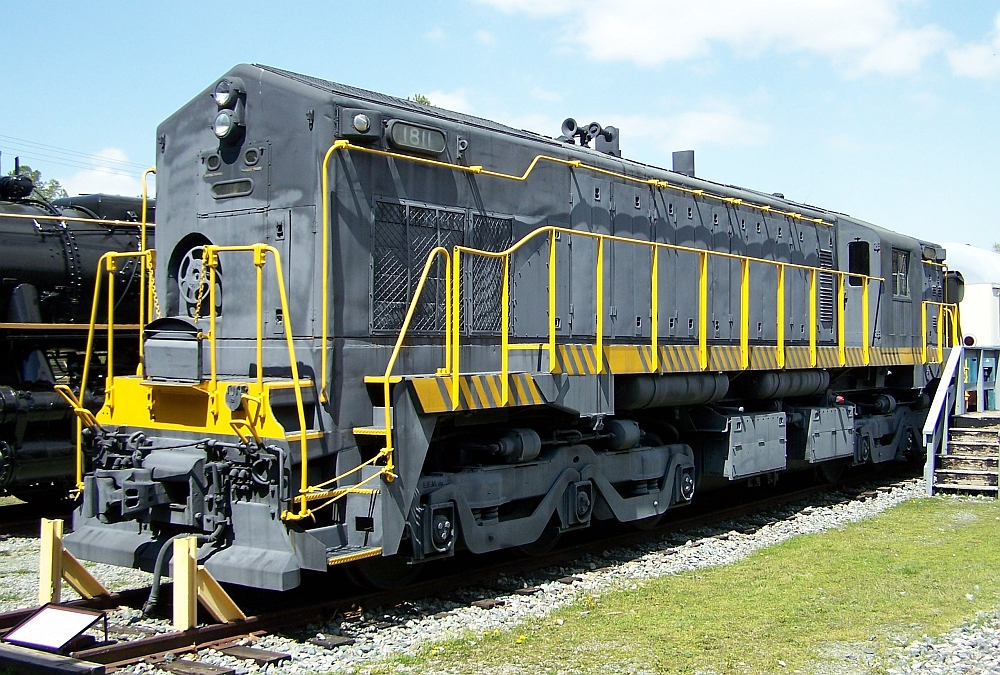
再塗装されたエレクトロ・モーティブ・ディーゼル社のMRS-1クラス機関車
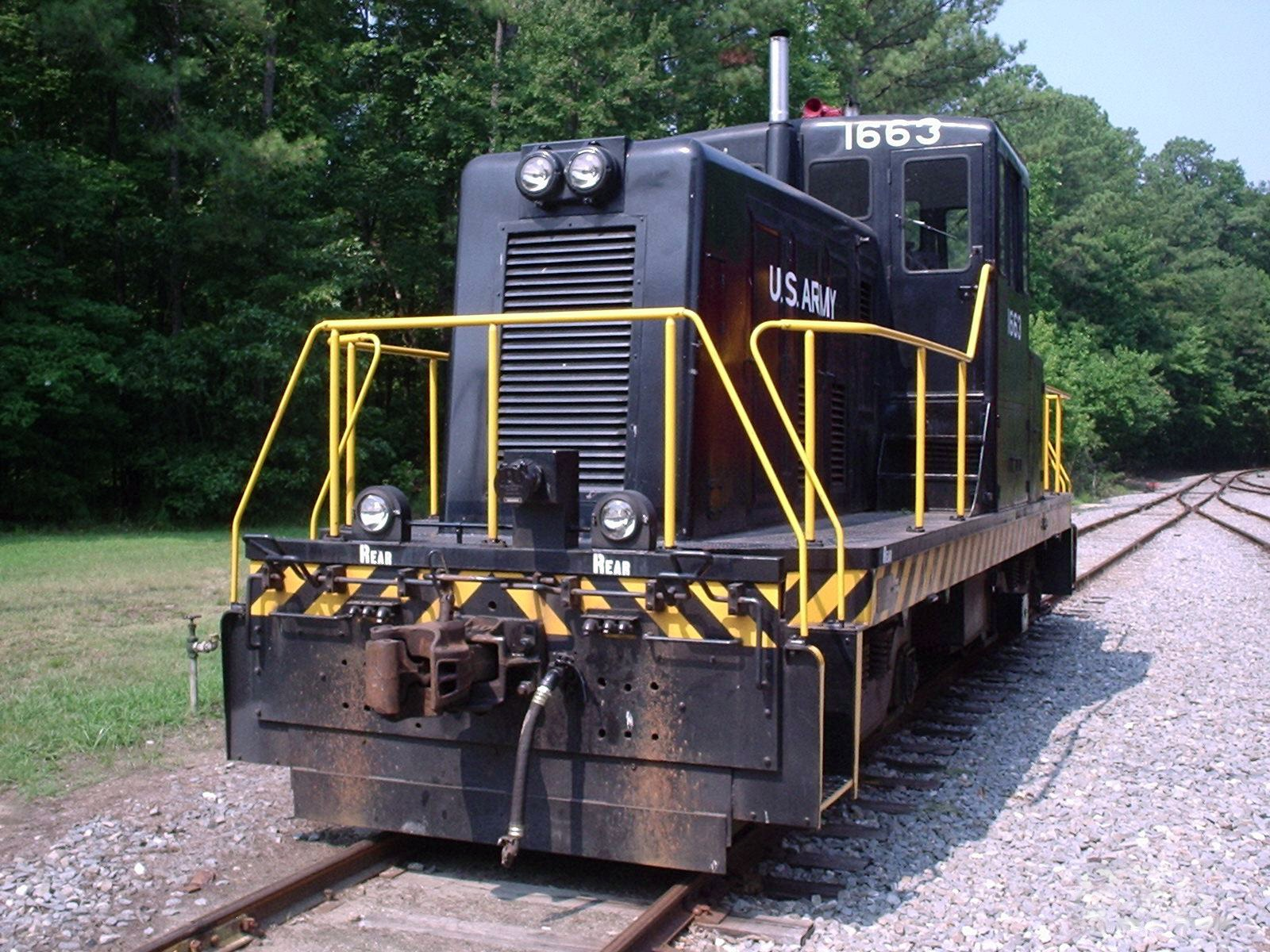
ゼネラル・エレクトリック社製の80トン入換機関車である1663号車。他の機関車を牽引することが多かったため「牽引車」と呼ばれていた。
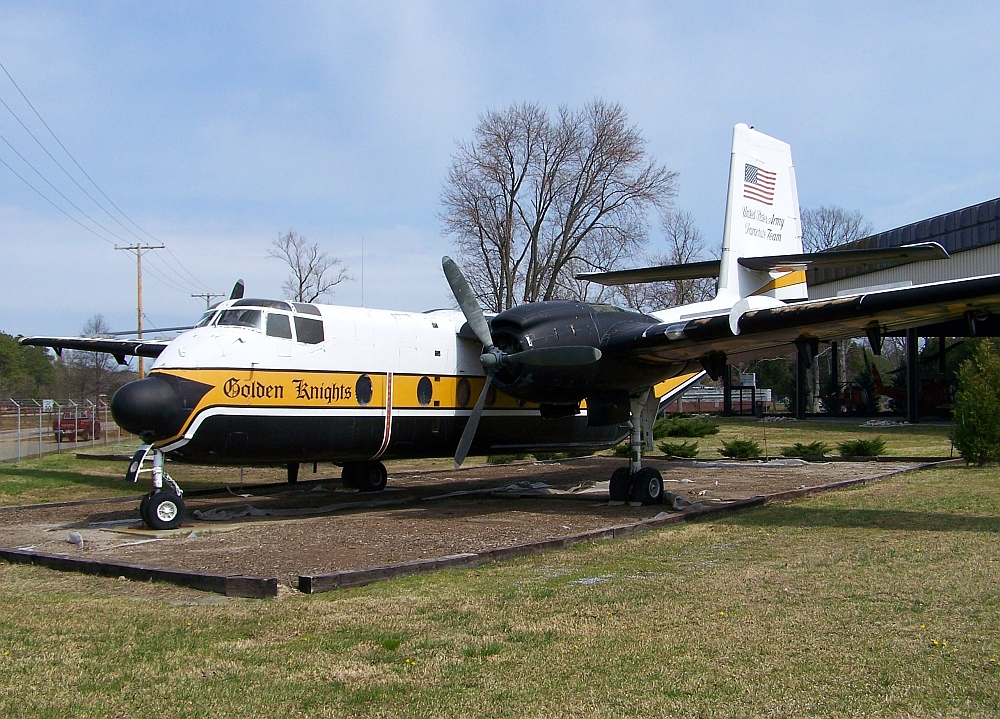
C-7カリブー（デ・ハビランド・カナダ DHC-4）
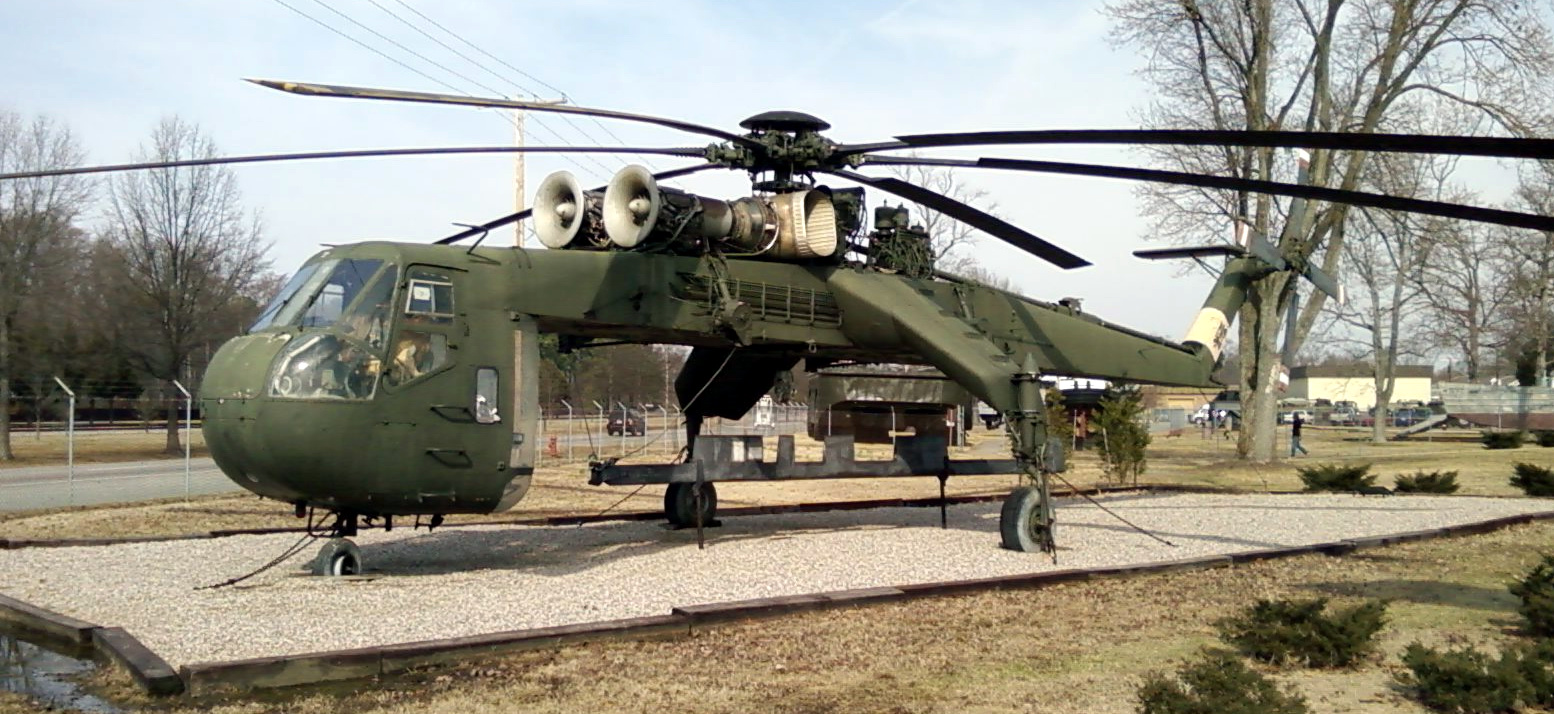
CH-54A (H54A) タルヘ　「スカイクレーン」
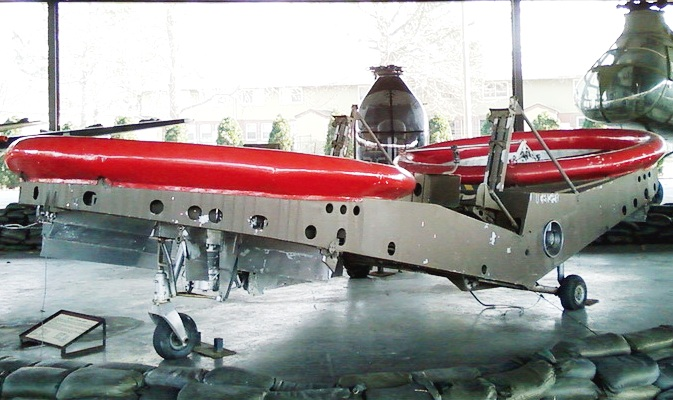
1962年にパイアセッキ社が開発したVZ-8P-2 フライング・ジープ
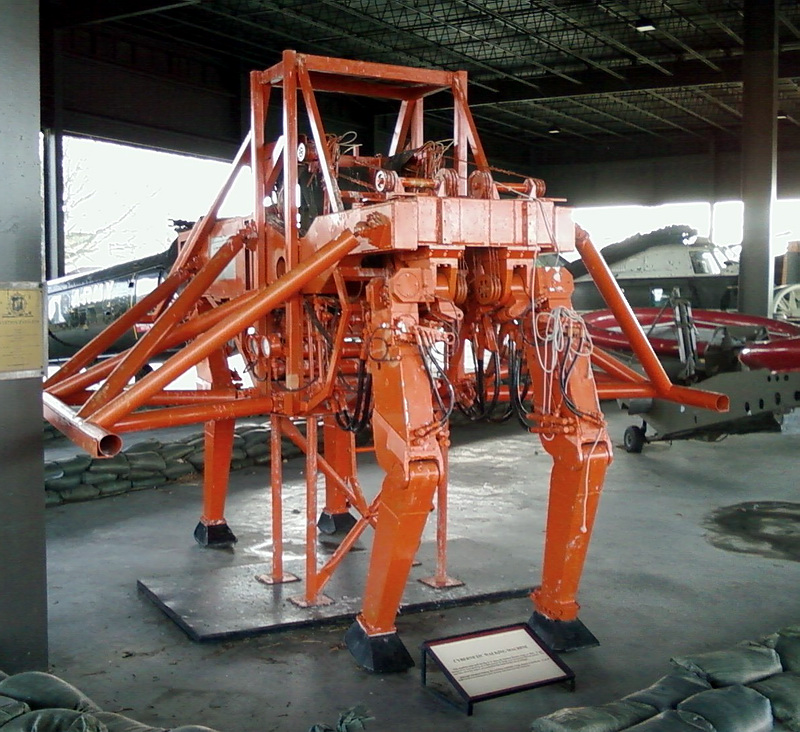
1970年にゼネラル・エレクトリック社が製造したサイバネティックス・ウォーキング・マシーン。錯雑地においても、500ポンド（約227キログラム）の積載物を運べるように設計されている。

## 所在部隊
フォート・ユースティスには、次の部隊が所在している。
- アメリカ陸軍訓練教義コマンド
- 128th Aviation Brigade (US Army Aviation Logistics School)
- 7th Transportation Brigade
- 53d Transportation Battalion (Movement Control)
- 567th Transportation Company (Inland Cargo Transfer)[5]
- Installation Management Command, Atlantic
- Army Training Support Center
- Army Aviation Applied Technology Directorate
- 597th Transportation Brigade
- U.S. Army Transportation Museum
- 12th MP Detachment (CID)
- 93d Signal Brigade (Strategic)
- 362d Training Squadron, Detachment 1 Air Force Helicopter Technical School[6]
- Joint Deployment Training Center
- NCO Academy (Aviation Branch ALC)
- US Army Flight Concepts Division
- McDonald Army Community Hospital
- 221st MP Detachment
- 3d MP Detachment (K9)
- 74th Engineer Detachment (Dive)[7]
- 86th Engineer Detachment (Dive)[8]
- 511th Engineer Detachment (Dive)
- 569th Engineer Detachment (Dive)